# Олукоджу, Адевале
Адевале Олусон Олукоджу (англ. Adewale Oluson Olukoju; род. 27 июля 1968, Зариа, Кадуна) — нигерийский легкоатлет, специалист по метанию диска и толканию ядра. Выступал за сборную Нигерии по лёгкой атлетике в 1986—1996 годах, чемпион Игр Содружества, чемпион Африки и Всеафриканских игр, чемпион Универсиады, многократный победитель и призёр первенств национального значения, действующий рекордсмен страны в метании диска, участник двух летних Олимпийских игр.

## Биография
Адевале Олукоджу родился 27 июля 1968 года в городе Зариа, штат Кадуна. Представитель народа йоруба.
Впервые заявил о себе на международном уровне в сезоне 1986 года, когда вошёл в состав нигерийской национальной сборной и выступил на впервые проводившемся юниорском мировом первенстве в Афинах, где стал шестым в толкании ядра и седьмым в метании диска.
Занимался лёгкой атлетикой в США во время учёбы в Тихоокеанском университете Азусы, состоял в местной университетской команде Azusa Pacific Cougars, неоднократно принимал участие в различных студенческих соревнованиях.
В 1987 году на Всеафриканских играх в Найроби одержал победу в обеих дисциплинах.
На чемпионате Африки 1988 года Аннабе завоевал золото в метании диска и взял бронзу в толкании ядра. Благодаря череде удачных выступлений удостоился права защищать честь страны на летних Олимпийских играх в Сеуле — в программе метания диска на предварительном квалификационном этапе показал результат 54,44 метра, чего оказалось недостаточно для выхода в финал.
В 1990 году выступил на Играх Содружества в Окленде, где выиграл золотую и серебряную награды в метании диска и толкании ядра соответственно.
В мае 1991 года на соревнованиях в американском Модесто установил ныне действующий национальный рекорд Нигерии в метании диска — 67,80 метра (третий результат мирового сезона). Помимо этого, в метании диска и толкании ядра получил золото и серебро на Всеафриканских играх в Каире, в метании диска одержал победу на Универсиаде в Шеффилде, занял 11-е место на чемпионате мира в Токио.
На чемпионате Африки 1992 года в Бель-Вю-Арель дважды поднимался на пьедестал почёта: выиграл золотую медаль в метании диска и бронзовую медаль в толкании ядра. Также был пятым на Кубке мира в Гаване.
В 1993 году в метании диска стал серебряным призёром на Универсиаде в Буффало, уступив в финале только кубинцу Алексису Элисальде. В обеих дисциплинах победил на чемпионате Японии.
На Играх Содружества 1994 года в Виктории выиграл серебряную медаль в метании диска, тогда как на Кубке мира в Лондоне показал в той же дисциплине третий результат.
В 1995 году в метании диска занял шестое место на чемпионате мира в Гётеборге, победил на Всеафриканских играх в Хараре.
Принимал участие в Олимпийских играх 1996 года в Атланте — здесь метнул диск на 60,98 метра и в финал не вышел.
Завершил спортивную карьеру по окончании сезона 2002 года.
Женат на известной нигерийской бегунье Фатиме Юсуф, серебряной призёрке атлантской Олимпиады.